# Регуляторы (роман)
«Регуляторы» (англ. The Regulators) — роман Стивена Кинга, написанный им под псевдонимом Ричард Бахман. В романе описана трагедия восьмилетнего мальчика Сэта, больного аутизмом, и его тёти Одри, которая после смерти родителей, сестры и брата Сэта ухаживает за ребёнком. Сэт совсем необычный мальчик — он имеет огромные телепатические способности. Однако в его мозг внедряется бестелое существо Тэк — воплощение древнейшего зла. Тэк использует способности мальчика, чтобы превратить жизнь жителей соседних домов в ад.
Роман является параллельным другому роману Кинга, «Безнадёга», написанному в том же году и изданному под именем автора. В обоих романах герои имеют одинаковые имена, действия их происходят, скорее всего, в параллельных вселенных, так как сюжеты обоих романов взаимоисключающие.
Роман вошёл в список бестселлеров по версии Publishers Weekly за 1996 год.

## Сюжет
Действие происходит в США, в штате Огайо, в городке Уэнтуорт, в 1996 году. Летним днём на Тополиной улице, проходящей по склону холма, находится много человек, почти все жители квартала. Неожиданно на улице появляется ярко-ярко-красный фургон с радиолокационной тарелкой-антенной на крыше, и некто стреляет оттуда, убив разносчика газет Кэри Риптона и собаку, затем уезжает. Жители улицы пытаются вызвать полицию, но телефон не работает, им отвечает лишь издевательский голос какого-то ребёнка. Набегают тучи, собирается дождь и тут вдруг на улице появляются ещё два фургона — синий и жёлтый, из которых снова начинают стрелять и убивают бухгалтера Мэри Джексон, только что приехавшую домой, а затем Дэвида Карвера, после чего уезжают. Писатель Джонни Маринвилл успевает заметить странное ярко-серое существо, сидящее внутри синего фургона, у него странные миндалевидные глаза и торчащий хобот-рот. Затем вдруг в пустующий дом на улице ударяет молния, и тот загорается.
Пока жители улицы толпились возле мёртвых, появляются пара новых фургонов: один леденцово-розовый, другой чёрный. Из фургонов опять начинают палить, убив девушку по имени Дебби Росс. Все присутствующие жители улицы прячутся в домах, разделившись на две группы: в одной оказываются девушка-продавщица Синтия Смит, из магазинчика "Е-зет стоп", находящегося на этой же улице; водитель-хиппи Стив Эмес, случайно проезжающий мимо; бывший полицейский Колли Энтрегьян, уволенный по ложному доносу; старик-ветеринар Том Биллингсли; алкоголик Гэри Содерсон и его жена Мэриэл (они укрылись в доме Биллингсли), в другую группу попали писатель Джонни Маринвилл; чернокожий Брэд Джозефсон и его жена Белинда; Ким Геллер со своей дочерью Сюзи; Кэмми Рид с близнецами Дэйвом и Джимом; Кирстен Карвер, жена убитого Дэвида, с детьми Ральфи и Эллен и школьный учитель Питер Джексон (они спрятались в доме Карверов). Мэриэл Содерсон тяжело ранили, ей пулей оторвало руку, позднее она умерла от потери крови. Джонни успевает рассмотреть ещё одного стрелка, в чёрной форме с стоячим воротником, вместо лица у него была лишь чернота. После того, как фургоны со стрелками скрылись, писатель обнаруживает в доме одну из пуль, которыми стреляли неизвестные, обладающую неправильной формой; Белинда заявила, что так пули изображают на своих рисунках дети.
Причиной всему происходящему оказался восьмилетний мальчик Сет Гейрин, страдающий аутизмом и живущий на Тополиной улице со своей молодой тётей Одри Уайлер. У Сета некие люди расстреляли всю его семью и тогда его тётя Одри со своим мужем Хербом Уайлдером, взяли мальчика себе. Однако, выяснилось, что в тело Сета подселился некий бестелый демон Тэк, питающийся жизненной энергией людей, особенно ему подходила негативная энергия страданий и смерти. Благодаря Тэку, в мальчике проснулись невероятные сверхъестественные способности: он оказался способен к левитации, телекинезу, телепатии, подчинению разума других людей и даже материализовывать свои фантазии. С каждым днём Тэк всё больше брал контроль над телом мальчика, а Херб и Одри не могли никому ничего рассказать, демон просто ментально подчинял их своей воле. Сначала не-Сет выжил с Тополиной улицы семью Уильяма Хобарта, чей сын украл у Сета игрушку, а затем, постепенно выкачав из Херба немало жизненной энергии, заставил его застрелиться. И теперь, накопив энергии, Тэк начал материализовывать любимых персонажей мультсериала "Мотокопы 2200" и вестерна "Регуляторы", которые и расстреливали сейчас людей на улице из мотокоповских космофургонов, тоже скопированных из мультсериала. Ранее ими же были убиты родители Сета. Подсевший на телевидение, демон просто развлекался таким образом и питался энергией убитых людей. Однако, Одри смогла временно прятаться от него, частенько скрывая свой разум в ментальном убежище, выглядящем как беседка на летнем лугу, близ озера Мохок.
Спрятавшиеся жители Тополиной улицы ждут полицию, но она почему то не едет. Вскоре появляются шесть космофургонов с мотокопами и ковбоями из "Регуляторов", которые начинают стрелять по домам.  Обезумевший от недавней смерти своей жены Мэри, Питер Джексон выбирается из дома к её телу, но иллюзорные стрелки его не трогают, вместо этого он попадает под ментальное воздействие Тэка и отправляется прямиком к демону. Космофургоны же уезжают, а жители Тополиной видят как начинают меняться дома и местность вокруг, становясь похожими на обстановку из вестерна. Появляются уродливые псевдостервятники, выглядящие так, будто бы их рисовал ребёнок, с неправильными пропорциями тела, всё это тоже была работа Сета-Тэка. А Маринвилл узнаёт от мальчика Ральфи, что увиденные им существа из фургонов, похожи на инопланетянина майора Пайка и его врага Безлицего, из мультсериала "Мотокопы 2200".
Энтрегьян и Эмес, вооружившись найденными ружьями, совершают вылазку в ближайшую лесополосу за домами, надеясь привести помощь. Местность вокруг стремительно меняется на пустынную, деревья становятся гигантскими кактусами. За лесополосой вдруг обнаруживается пустыня, как будто бы нарисованная и идти дальше некуда (Тэк поместил весь район в замкнутый пространственный карман). После этого Колли и Стив отправляются обратно, но натыкаются на Джонни и близнецов Дэйва и Джима, тоже выбравшихся на разведку. Дэйв с перепугу смертельно ранит из револьвера Энтрегьяна, вслед за этим появляется, созданная Тэком-Сетом, жуткая псевдопума, но Маринвилл убивает её из ружья. Дэйв, в ужасе от того, что убил Колли, застрелился. На крики и выстрелы, прибегают Джозефсон, Кэмми и Синтия. Не разобравшись, Кэмми чуть не убила Джонни, решив что он виноват в смерти её сына, но тут появляется зомбированный Джексон и кончает с собой, насадившись на иглы кактуса (Тэк выкачал из него немало жизненных сил и отправил умереть). Затем все отправляются в дом Биллингсли, едва спасшись от огромных псевдокойотов. Тем временем пьяного Гэри Содерсона загрызла огромная ящерица, ещё одно создание Сета-Тэка.
Из посмертного письма инженера-геолога Аллена Саймса мы узнаём как Тэк подселился в тело Сета. Год назад семья Гейринов проезжала мимо невадского городка Безнадёга, как вдруг не разговаривавший ранее Сет, вдруг запросил осмотреть местную шахту Рэттлснейк. Геолог Саймс, бывший в тот день на шахте один, согласился провести экскурсию для Гейринов. Во время экскурсии Сет вдруг сбежал в недавно открытую взрывом старую штольню XIX века, где ещё никто не успел побывать. Саймс и отец Сета нашли Сета в штольне у странной трещины в стене и вытащили наружу, но именно с того момента мальчик изменился. В своём письме Аллен был уверен, что некое существо почувствовало именно Сета, позвало его, а затем вселилось в него. Загадочную безнадёгскую штольню же, вскоре после этого завалило.
Одри удаётся сбежать от Тэка в дом Биллингсли и рассказать выжившим о Тэке и причинах нынешних событий. Она сообщает о том, что Тэк всегда выходит из тела Сета в процессе дефекации, поэтому она добавила мальчику в еду слабительное, чтобы забрать и увести подальше от демона. Вдруг опять появляются фургоны со стрелками, начавшими снова расстреливать дома, гибнет Ким Геллер. Вскоре стрелки исчезают, на Сета подействовало слабительное. Одри и Джонни прибегают в дом к мальчику, сидящему на унитазе и Тэк, выглядящий как рой красных искр, пытается вселиться в него обратно, но разум Сета изо всех сил мешает этому. Появляется Кэмми с ружьём и Сет мысленно отдаёт ей приказ застрелить себя и Одри, что она и делает. Тэк, потеряв тело Сета, пытается вселиться в Кэмми, но её тело не выдерживает демона и голова женщины взрывается, а демон исчезает. Реальность сразу становится прежней и приезжает полиция.

## Персонажи

### Главные действующие лица
- Джонни Маринвилл — детский писатель. Переехал на Тополиную улицу, когда ему наскучила роскошная жизнь. Любит в свободное время играть на гитаре.
- Одри Уайлер — тётя Сета Гейрина. Терпит издевательства Тэка, так как любит своего племянника. Убита Кэмми Рид.
- Сет Гейрин — восьмилетний племянник Одри Уайлер, страдающий аутизмом, проживал у тёти и её мужа после убийства его родителей Тэком. После того, как демон захватил тело мальчика, Сет обрёл некоторые сверхъестественные способности. Убит Кэмми Рид.
- Тэк — демон из Невадской пустыни, обитающий в теле Сета. Жесток, похотлив и капризен, любит смотреть телевизор.
- Колли Энтрегьян — бывший полицейский. Выгнан из полиции, так как его подставили коллеги. Внешне представляется довольно суровым типом, хотя, как выясняется, это почти не соответствует действительности. По случайности смертельно ранен Джимом Ридом.
- Стив Эмес — стареющий хиппи, путешествующий по стране на райдере; оказался на Тополиной улице, находясь в поисках заправки. Живёт по принципу «Никаких проблем!».
- Синтия Смит — продавщица магазина «Е-Зет Стоп», молодая девушка с разноцветными волосами.
- Брэд Джозефсон — афроамериканец, глава четы Джозефсонов. Добродушный тучный мужчина.
- Белинда Джозефсон — жена Брэда. Обладает неплохим чувством юмора, способна проявить характер, когда это требуется.
- Кэмми Рид — женщина лет сорока, мать двоих сыновей; миниатюрная блондинка. Погибла, когда в её тело попытался вселиться Тэк.
- Питер Джексон — школьный учитель. Искренне любит свою жену, не подозревая о том, что она ему изменяет. Погибает, когда Тэк высасывает из него много жизненных сил и направляет «сесть рядом с другом».

### Другие персонажи
- Кэри Риптон — юный разносчик газет. Первая жертва бойни, устроенной на Тополиной улице.
- Мэри Джексон — жена Питера Джексона, изменяющая своему благоверному. Убита «космокопом» Майором Пайком при попытке добраться до дома из изуродованной машины.
- Мэриэл Содерсон — женщина, обладающая невероятно стервозным характером; жители Тополиной улицы считают её шлюхой. Умерла от потери крови.
- Гэри Содерсон — муж Мэриэл, добродушный алкоголик. Загрызен монстром-ящерицей.
- Том Биллингсли — старый ветеринар, безуспешно пытался спасти Мэриэл, которой оторвало левую руку.
- Дэвид Карвер — глава семейства Карверов, часто поливает свою машину из шланга. Убит выстрелом в живот.
- Кирстен Карвер — жена Дэвида. Погибла, попав под шальную пулю.
- Эллен Карвер — «девочка с золотыми волосами», старший ребёнок в семье Карверов.
- Ральфи Карвер — младший в семье Карверов, капризный мальчишка.
- Джим и Дэвид Риды — братья-близнецы, играющие в фризби. В середине книги Джим совершил суицид из-за смерти Колли Энтрегьяна.
- Херб Уайлер — муж Одри, оказался слаб перед Тэком и фактически стал его «марионеткой». Совершил суицид, выстрелив себе в голову по приказу Тэка.
- Ким Геллер — нервная, даже истеричная женщина. Уничтожена «космокопами».
- Сюзи Геллер — дочь Ким, дружит с близнецами Ридами.
- Дебби Росс — лучшая подруга Сюзи, убита "космокопами".
- Хобарты — семейство баптистов, которому пришлось переехать с Тополиной улицы после того, как Тэк начал мстить за воровство, совершённое Хью Хобартом.
- Джэн Гудлин — лучшая подруга Одри Уайлер. Обитает в воспоминаниях Одри.
- Гейрины — семья Сета, зверски расстреляна Тэком при помощи воссоздания космофургона.
- Аллан Саймс — инженер-геолог. Отвозил Гейринов на экскурсию в Безнадёгу.
- Ганнибал — пёс Ридов. Вторая жертва, застрелен. Случайно отвлёк внимание "космокопов" от Синтии Смит, Эллен и Ральфа Карверов, тем самым спас им жизнь.

## Экранизация
В августе 2022 года стало известно о покупке прав Bohemia Group, адаптацией сценария должен был заняться Джордж Кауэн.